# Mistrzostwa Świata w biegu 6-dniowym 2023
Mistrzostwa Świata w biegu 6-dniowym 2023 – zawody lekkoatletyczne, które odbyły się 12-18 marca 2023 w Policoro.

## Medaliści
|                         | 1. miejsce                                    | Rezultat    | 2. miejsce                                                          | Rezultat    | 3. miejsce                                          | Rezultat    |
| Mężczyźni indywidualnie | Gábor Rakonczay                               | 848,518 km  | Adrian Rewig                                                        | 825,196 km  | Paweł Żuk                                           | 806,986 km  |
| Mężczyźni drużynowo     | Niemcy 1. Adrian Rewig · 2. Michael Bohm      | 1597,191 km | Węgry 1. Gábor Rakonczay · 2. Szilard Fodor                         | 1537,956 km | Włochy 1. Andrea Marcato · 2. Daniele Juan Alimonti | 1424,871 km |
| Kobiety indywidualnie   | Viktoria Brown                                | 685,379 km  | Mara Alexandra Guler-Cionca                                         | 646,418 km  | Krisztina Drabik                                    | 622,875 km  |
| Kobiety drużynowo       | Węgry 1. Viktoria Brown · 2. Krisztina Drabik | 1307,478 km | Rumunia 1. Mara Alexandra Guler-Cionca · 2. Simona Gabriela Gollent | 1110,387 km | Włochy 1. Luisa Zecchino · 2. Marinella Satta       | 989,763 km  |